# Mazaruni
Der Mazaruni ist ein Fluss in der Region Cuyuni-Mazaruni des südamerikanischen Staates Guyana, der sich bei der Stadt Bartica in den Essequibo ergießt. Flussaufwärts weist der Mazaruni auf einer Strecke von über 100 km viele gefährliche, kaum befahrbare Stromschnellen auf, zu deren Umfahrung die Issano-Straße angelegt wurde. Im Oberlauf des Mazaruni wurde Guyanas erstes Großkraftwerk gebaut.
Endemiten des Mazaruni sind die nach dem Fluss benannte Buntbarschgattung Mazarunia, der Harnischwels Paulasquama callis, der Messerfisch Akawaio penak und der Bodensalmler Skiotocharax meizon.